# Niels Ivar Heje
Niels Ivar Heje (N.I. Heje) (23. august 1891 i Frederiksted, St. Croix – 23. september 1974 i Grauballe) var en dansk præst. Han var født på de Vestindiske øer, hvor faderen var sognepræst. Han blev student fra Roskilde Katedralskole i 1910 og cand.theol. i 1918.
Fra 1918 til 1961 var Heje præst ved Statsfængslet i Vridsløselille og fra 1926 til sin død redaktør af Tidehverv og en af de fire oprindelige udgivere sammen med Gustav Brøndsted, Kristoffer Olesen Larsen og Tage Schack.

## Værker
- Ungdomsløgn eller Kristentro, 1928.